# Arrondissement Reims
Reims is een arrondissement van het Franse departement Marne in de regio Grand Est. De onderprefectuur is Reims.

## Kantons
Het arrondissement was tot 2014 samengesteld uit de volgende kantons:
- Kanton Beine-Nauroy
- Kanton Bourgogne
- Kanton Châtillon-sur-Marne
- Kanton Fismes
- Reims 1e kanton
- Reims 2e kanton
- Reims 3e kanton
- Reims 4e kanton
- Reims 5e kanton
- Reims 6e kanton
- Reims 7e kanton
- Reims 8e kanton
- Reims 9e kanton
- Reims 10e kanton
- Kanton Verzy
- Kanton Ville-en-Tardenois

Na de herindeling van de kantons bij decreet van 21 februari 2014, met uitwerking in maart 2015 en de wijziging van de arrondissementsgrenzen bij decreet van 27 maart 2017 is de samenstelling als volgt :
- Kanton Bourgogne
- Kanton Dormans-Paysages de Champagne (deel 30/72)
- Kanton Fismes-Montagne de Reims
- Kanton Mourmelon-Vesle et Monts de Champagne (deel 2/37)
- Kanton Reims-1
- Kanton Reims-2
- Kanton Reims-3
- Kanton Reims-4
- Kanton Reims-5
- Kanton Reims-6
- Kanton Reims-7
- Kanton Reims-8
- Kanton Reims-9